# Пельпор
Пельпо́р (фр. Pelleport, окс. Pelapòrc) — коммуна во Франции, находится в регионе Юг — Пиренеи. Департамент — Верхняя Гаронна. Входит в состав кантона Кадур. Округ коммуны — Тулуза.
Код INSEE коммуны — 31413.

## География

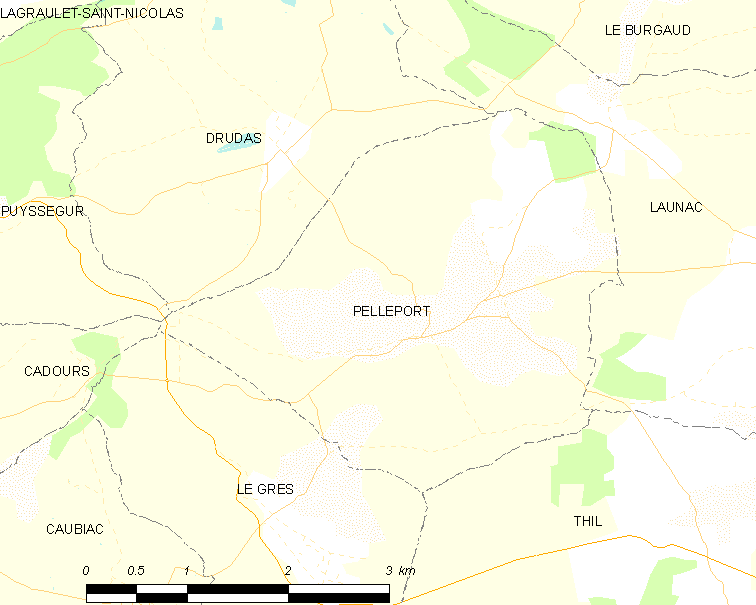
Карта коммуны

Коммуна расположена приблизительно в 580 км к югу от Парижа, в 31 км к северо-западу от Тулузы.

## Климат
Климат умеренно-океанический. Зима мягкая и снежная, весна характеризуется сильными дождями и грозами, лето сухое и жаркое, осень солнечная. Преобладают сильные юго-восточные и северо-западные ветры.

## Население
Население коммуны на 2010 год составляло 515 человек.
| 1962 | 1968 | 1975 | 1982 | 1990 | 1999 | 2010 |
| ---- | ---- | ---- | ---- | ---- | ---- | ---- |
| 190  | 176  | 163  | 221  | 310  | 344  | 515  |

## Администрация
| Период | Период | Фамилия       | Партия | Примечания |
| ------ | ------ | ------------- | ------ | ---------- |
| 2001   | 2008   | Андре Казалан |        |            |
| 2008   | 2014   | Анж Пардо     |        |            |
| 2014   | 2020   | Серж Багюр    |        |            |

## Экономика
В 2010 году среди 344 человек трудоспособного возраста (15—64 лет) 270 были экономически активными, 74 — неактивными (показатель активности — 78,5 %, в 1999 году было 75,8 %). Из 270 активных жителей работали 241 человек (139 мужчин и 102 женщины), безработных было 29 (8 мужчин и 21 женщина). Среди 74 неактивных 15 человек были учениками или студентами, 34 — пенсионерами, 25 были неактивными по другим причинам.

## Достопримечательности
- Церковь Нотр-Дам
- Часовня Сен-Пе

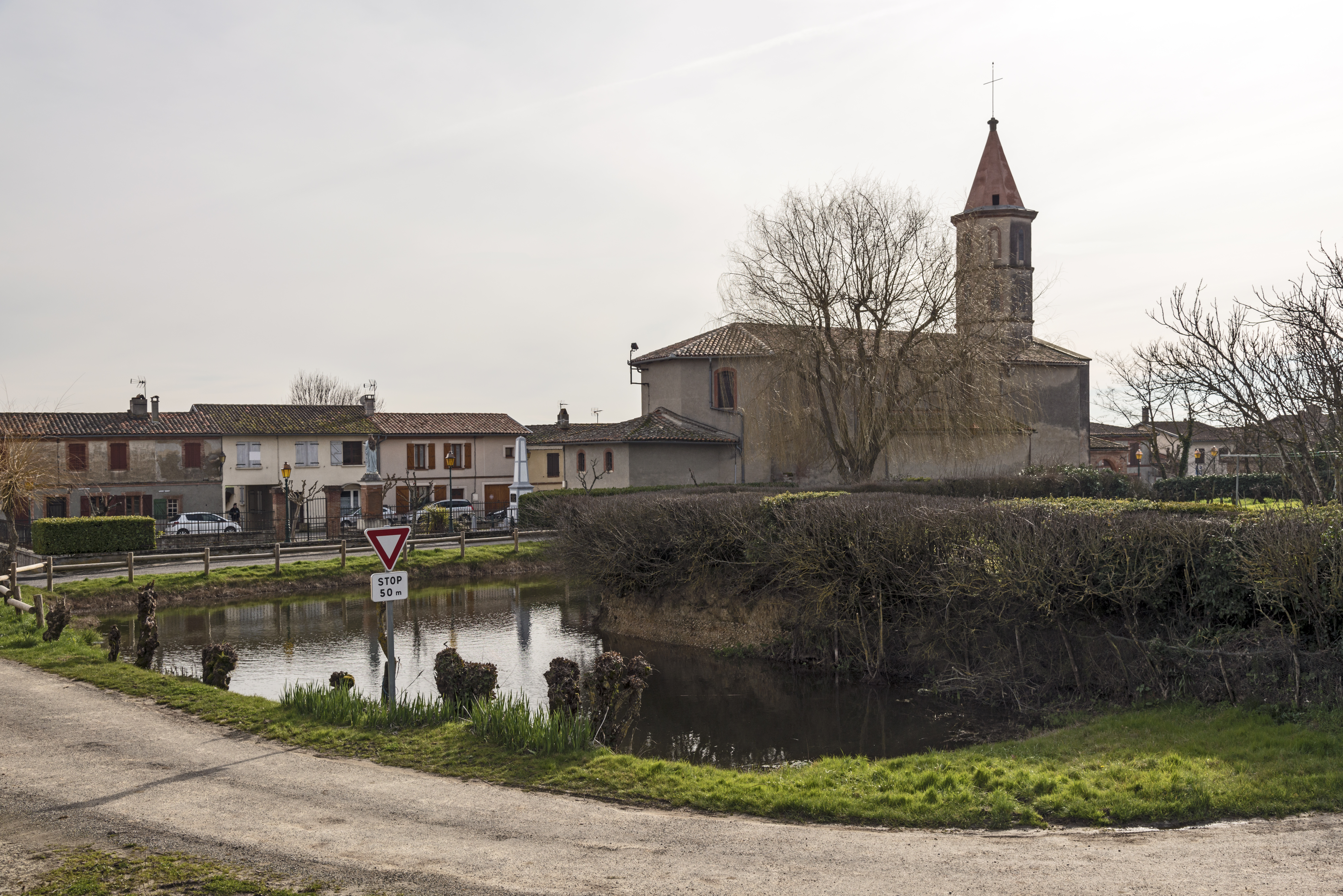
Пельпор
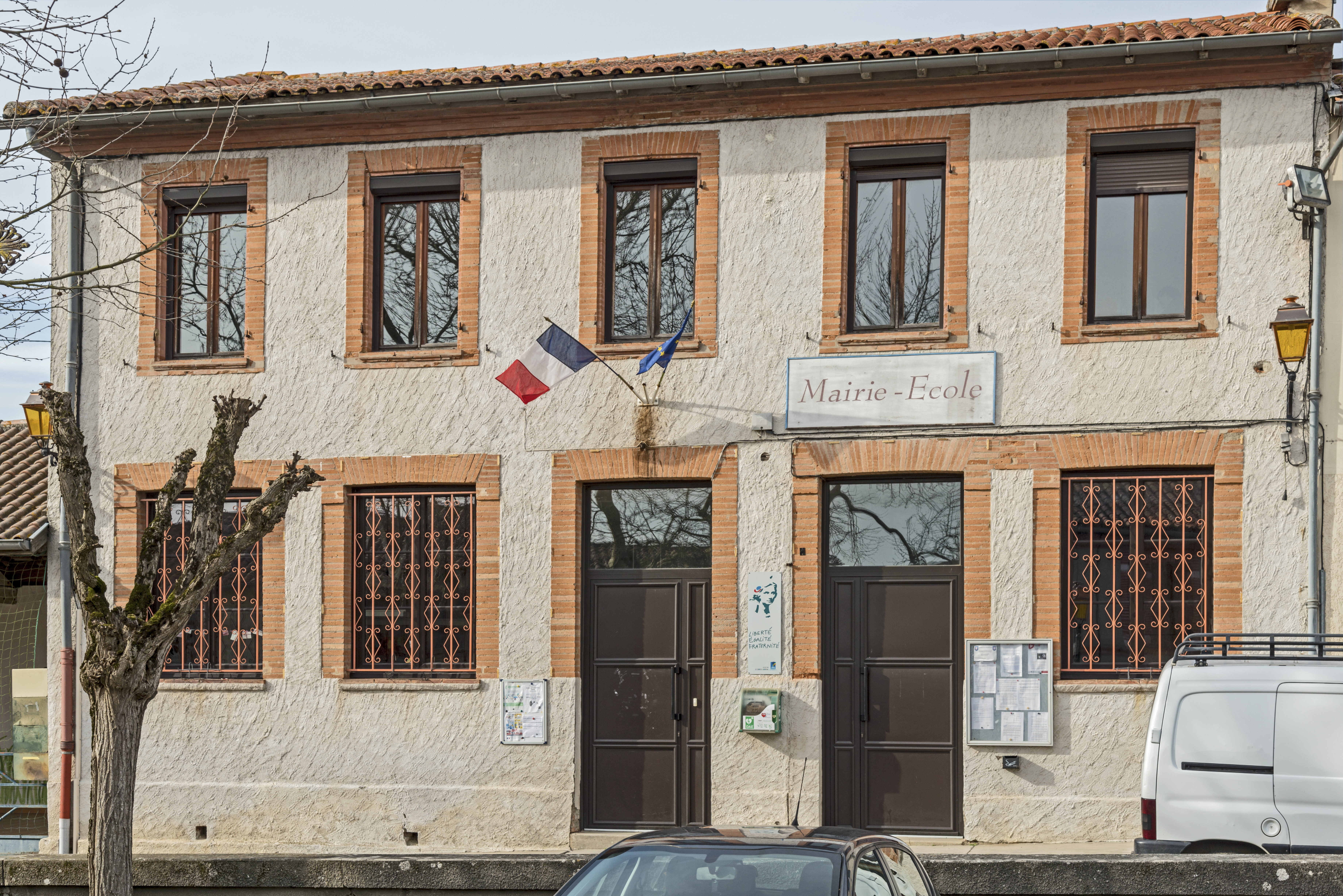
Мэрия
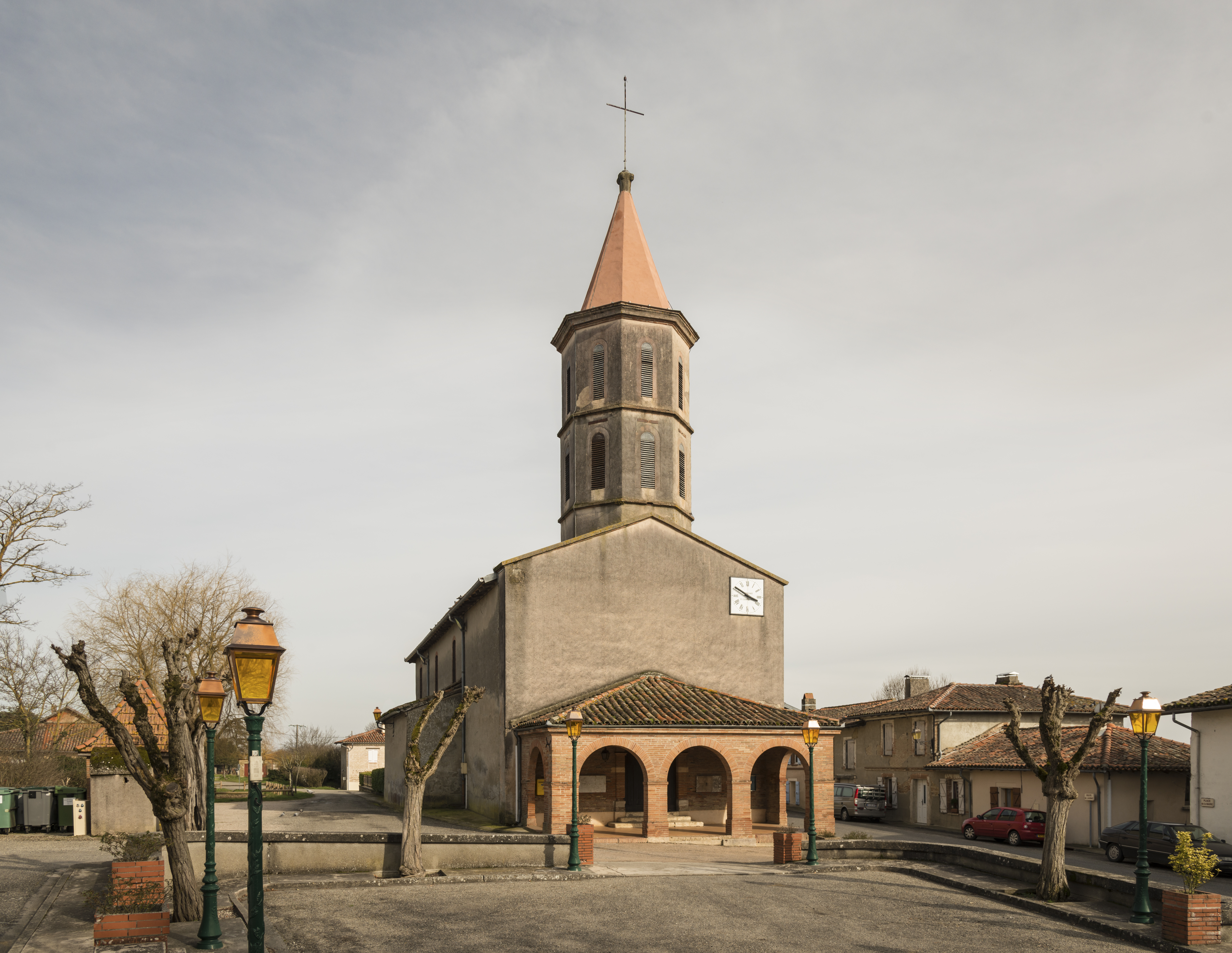
Церковь
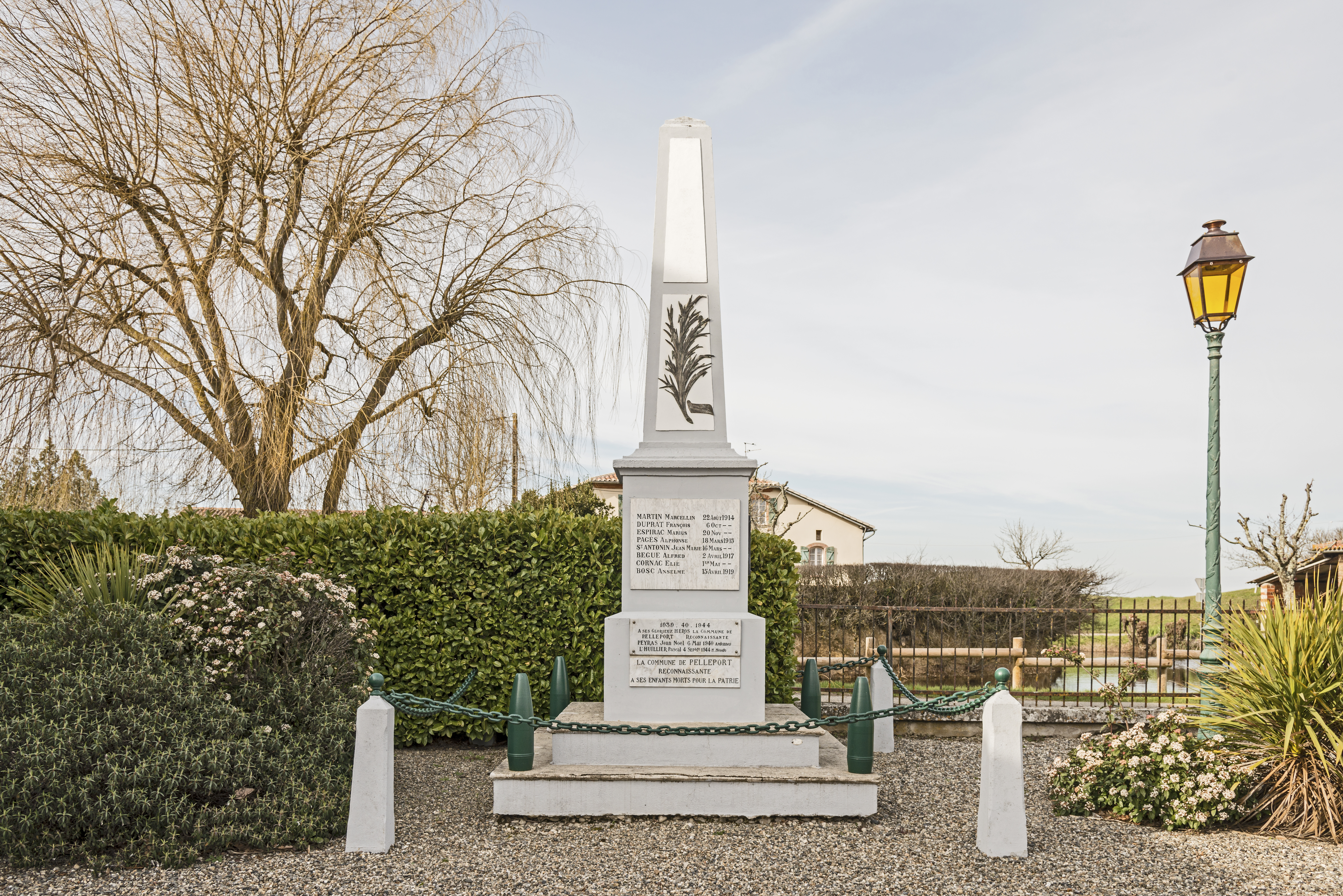
Военный мемориал